# Paris Europlace
 (février 2012).
Si vous disposez d'ouvrages ou d'articles de référence ou si vous connaissez des sites web de qualité traitant du thème abordé ici, merci de compléter l'article en donnant les références utiles à sa vérifiabilité et en les liant à la section « Notes et références ».
 (juillet 2025).
Paris Europlace est une association fondée en 1993 pour promouvoir et développer la place financière de Paris.
Interface privilégiée auprès des pouvoirs publics et des instances européennes, avec lesquels elle entretient un dialogue régulier, Paris Europlace est force de propositions et organe de mobilisation au service des intérêts collectifs de la Place.

## Histoire
Paris Europlace est fondée en 1993 par la Banque de France, la Caisse des dépôts et consignations, la Chambre de commerce et d'industrie de Paris, le Conseil régional d'Île-de-France, l'Euroclear France, l'Euronext et la Mairie de Paris[réf. nécessaire]. L'association fédère les acteurs de la place financière française : entreprises émettrices, investisseurs, banques, sociétés d'assurance, intermédiaires financiers, professions auxiliaires, français et internationaux, etc.

## Missions
Les missions de Paris Europlace s'articulent autour des axes suivants :

### Think tank
Trois collèges – entreprises, investisseurs et intermédiaires financiers – rassemblent les directeurs généraux et directeurs financiers des sociétés membres de Paris Europlace. Ils élaborent des propositions sur les grands sujets de la Place de Paris : financement des entreprises (Grandes, moyennes et petites), nécessité de développer l’épargne longue, désintermédiation bancaire…
Des groupes de travail se réunissent sur différents sujets pour renforcer la compétitivité et l’attractivité de la Place de Paris. Ils se penchent sur divers projets de réforme français et européens dans les domaines juridiques, fiscaux et de régulation. Parmi les priorités de ces groupes figurent aussi le financement des infrastructures et la finance durable (financement de la transition énergétique, ISR/RSE, crowdfunding, actions en faveur du climat et d’une économie bas carbone …)

### Action européenne et internationale
Paris Europlace contribue activement aux consultations et travaux européens avec la Commission et le Parlement comme aux travaux internationaux (G20 et B20-Business 20). Les thèmes abordés concernent l’organisation et la compétitivité des marchés, l’intégration financière européenne, la coopération et les échanges internationaux, ou encore le level playing field[pas clair] entre les acteurs.
Au travers de ces actions, Paris Europlace porte les propositions des acteurs de la place de Paris en vue de l'élaboration d'une politique industrielle compétitive de la finance européenne, avec un socle de règles communes, des infrastructures plus intégrées et une supervision consolidée et homogène.

### Promotion internationale
Paris Europlace assure la promotion des atouts de la place financière de Paris auprès des investisseurs, entreprises et intermédiaires financiers internationaux, notamment lors des Rencontres Financières Internationales. Paris Europlace établit également des liens pérennes et renforcés avec des places financières émergentes de premier plan par la signature d'accords de coopération (Alger, Almaty, Bahreïn, Casablanca, Dubaï, Moscou, Shanghai, Tunis…). 

### Fintech et innovation
Le pôle de compétitivité mondial Finance Innovation, créé en 2008 et présidé par Bernard Gainnier, mène une action dans l’accompagnement et le développement de PME/ETI innovantes du secteur financier et, plus largement, en appui des pôles de compétitivité industriels.
Il assure également la promotion de l’innovation dans plusieurs filières métiers : banque, assurance, gestion d’actifs, immobilier, économie sociale et solidaire, métiers du chiffre et du conseil.

### Recherche en finance
Fondé en 2008 et présidé par André Levy-Lang, l’Institut Louis Bachelier (ILB) œuvre en faveur du financement, de la diffusion et de la valorisation de la recherche d’excellence en économie et en finance. L’ILB réuni institutions académiques, partenaires économiques et pouvoirs publics autour de plus de 40 programmes de recherche, près de 350 chercheurs, et plus de 70 partenaires (entreprises et agences publiques). L’ILB a également lancé en 2012 le laboratoire d'excellence Finance et croissance durable.

### Finance durable - Finance for Tomorrow puis l’Institut de la Finance Durable
En 2017 est lancé l'initiative Finance for Tomorrow qui a pour but de promouvoir la place financière de Paris en tant que place de référence de la finance verte. L'objectif est de mobiliser « et fédérer les acteurs de la place de Paris désireux de s'engager pour une finance qui mise sur un avenir durable »
Depuis 2023, Finance for Tomorrow devient l'Institut de la Finance Durable. Le changement d'identité se fait notamment sous l'impulsion du Rapport Perrier[Quoi ?], avec la volonté d'accélérer le développement de l'écosystème, en particulier sur les sujets climats

## Présidences
- Augustin de Romanet, PDG du groupe ADP, depuis juillet 2018[5].